# Lucia Bronzetti
Lucia Bronzetti (født 10. december 1998 i Rimini, Italien) er en professionel tennisspiller fra Italien.